# Вдовиченко, Александр Петрович
Александр Петрович Вдовиченко — украинский военнослужащий, полковник Вооружённых сил Украины. Рыцарь орденов Богдана Хмельницкого. Участник российско-украинской войны. Позывной «Славян».

## Биография
Александр Вдовиченко родился 25 декабря 1981 года в г. Бердичев Житомирской области. В 2000 году поступил в Харьковский институт танковых войск, который окончил в 2005 году. Службу лейтенант Вдовиченко начал в 72-й гвардейской отдельной механизированной бригаде (в/ч А2167), г. Белая Церковь. Прошёл путь от инженера ремонтной роты к командиру батальона. На войне с первых дней. Боевой путь начал на Востоке Украины, в районе населённых пунктов Мариуполь, Амвросиевка, Зеленополье, Волновахе.
Осенью 2015 года назначен командиром 1 батальона 72 бригады. Весной 2016 года батальон участвовал в международных учениях на Яворовском полигоне в рамках «Объединённой многонациональной группы по подготовке — Украина» (JMTG-U).
С августа 2016 года 1 батальон назначен резервом АТО. В октябре того же года Александр Вдовиченко завёл вверенное подразделение в Авдеевку. Больше года первый батальон оборонял позиции в авдеевской промзоне.
Во время войны, 2017 окончил Национальный университет обороны Украины имени Ивана Черняховского.
С марта 2018 по апрель 2019 – начальник штаба – первый заместитель командира отдельного Президентского полка имени Гетьмана Богдана Хмельницкого.
С апреля 2019 по январь 2021 - начальник штаба - первый заместитель командира 28 отдельной механизированной бригады имени Рыцарей зимнего похода.
С февраля 2021 года при содействии генерала Хомчака, также в своё время служившего в 72 бригаде, потеснив полковника Малахова, отдавшего бригаде 7 лет своей жизни, стал командиром 101 отдельной бригады охраны Генерального штаба.
3 августа 2021 возглавил 72 отдельную механизированную бригаду имени Черных Запорожцев.
Женат. Жена – Светлана, сын – Александр.

## Награды
- За личное мужество и самоотверженность, проявленные в защите государственного суверенитета и территориальной целостности Украины, верность военной присяге награждён Орденом Богдана Хмельницкого II степени (03.02.2017)[1].
- За личное мужество, самоотверженность и высокий профессионализм, проявленные в защите государственного суверенитета и территориальной целостности Украины, верность военной присяге награждён Орденом Богдана Хмельницкого III степени (12.12.2016)[2].
- Награда Минобороны «За укрепление обороноспособности» (Приказ министра обороны Украины от 26.11.2016 № 1111).
- Наградное оружие пистолет Glock 17.